# Sclerophyton (dier)
Sclerophyton is een geslacht van neteldieren uit de klasse van de Anthozoa (bloemdieren).

## Soort
- Sclerophyton bajaensis Cairns & Wirshing, 2015